# Willie Warren
Pour les articles homonymes, voir Warren.
Willie Warren, né le 22 octobre 1989 à Dallas, aux États-Unis, est un joueur américain de basket-ball. Il évolue au poste d'arrière.